# Euprosopia diminutiva
Euprosopia diminutiva är en tvåvingeart som beskrevs av Walker 1865. Euprosopia diminutiva ingår i släktet Euprosopia och familjen bredmunsflugor. Inga underarter finns listade i Catalogue of Life.